# Francisco Castellino
Francisco Castellino (fl. XX secolo) è stato un calciatore uruguaiano, di ruolo difensore.

## Carriera

### Club
Giocò sempre nel campionato uruguaiano.

### Nazionale
Con la propria Nazionale si laureò campione continentale nel 1916, trionfando nella prima edizione del Campeonato Sudamericano.

## Palmarès

### Nazionale
- Campeonato Sudamericano de Football: 1

Argentina 1916